# Manifest retorik
Manifest retorik används i samband med analys av visuell retorik i syfte att tydliggöra samt öka förståelsen för det visuella budskapets persuasiva makt och dess förmåga att påverka betraktarens åsikter, beslut och handlingar.
Varje bild har en manifest nivå. I syfte att kunna skapa sig en uppfattning om denna nivå är det därför nödvändigt att uppmärksamma bildens synliga detaljer och karaktäristiska drag. En analys av bildens manifesta nivå utgör ett mekaniskt steg på så sätt att betraktaren kartlägga samtliga byggstenar som tillsammans utgör det analyserande objektet. Den manifesta nivån inbegriper därför att verkligen se det visuella budskapets samtliga tecken däribland färger, former, linjer, kameravinklar och material. I samband med reflektion kring manifest retorik finns det anledning att även uppmärksamma Roland Barthes myntade begrepp denotation.
Manifest nivå kännetecknas genom att bilden: 
- argumenterar genom tydligt rationella och/eller genom starkt och tydligt avläsbara emotionella appeller
- är uppenbar, medveten eller på annat sätt tydlig för mottagaren,
- fungerar på kort tid och behöver inte nödvändigtvis upprepas,
- uppfattas som retorik i traditionell förståelse,
- åstadkommer en omedelbar effekt, positiv eller negativ, acceptans eller avvisande samt
- kräver förändringar, ändrade vanor eller opinioner.[4]

I samband med att analysera visuella budskap utifrån en manifest nivå är även av intresse att därefter analysera det visuella budskapets latenta nivå (latent retorik).